# Haplothysanus serratus
Haplothysanus serratus är en mångfotingart som beskrevs av Carl Graf Attems 1928. Haplothysanus serratus ingår i släktet Haplothysanus och familjen Odontopygidae. Inga underarter finns listade i Catalogue of Life.